# Stop (Musical Instrument Digital Interface)
 (avril 2012).
Si vous disposez d'ouvrages ou d'articles de référence ou si vous connaissez des sites web de qualité traitant du thème abordé ici, merci de compléter l'article en donnant les références utiles à sa vérifiabilité et en les liant à la section « Notes et références ».
Pour les articles homonymes, voir Stop.
Le stop est un message MIDI permettant de stopper la lecture d'une séquence.

## Format et type
- Format : 11111100 (FCH)
- Type : system real time message

## Description
Lors de l'appui sur la touche d'arrêt de l'unité maître (stop, pause, etc.), un message de stop est envoyé aux unités esclaves. Ces dernières doivent alors immédiatement s'arrêter, tout en conservant en mémoire la position courante (celles réagissant aux song position pointer, dérits au paragraphe suivant, la stockent dans un compteur prévu à cet effet). Grâce à la mémorisation de cette position courante (et par le maître, et par les esclaves), l'unité maître est en mesure de faire redémarrer les unités esclaves à partir du même endroit, par l'envoi d'un message continue, sans avoir à recourir aux SPP. Sur un tout autre plan, l'unité maître envoie un message de note-off pour chaque note en action lors de la transmission d'un message stop (en prenant soin de ne pas remplacer une note-off par un all notes off, dont certaines machines ne tiennent pas compte). De même, les contrôleurs MIDI des unités esclaves sont réinitialisés.